# Dreams & dreams
Dreams & dreams er en dansk eksperimentalfilm fra 1993 med instruktion og manuskript af Irene Werner Stage.

## Handling
Ni korte filmforløb udgør samtidig en hel film, hvor grundtemaet er forgængelighed. I drømmesprogets dobbelttydighed afdækkes det på èn gang nære og fjerne, det sære og det grandiose, indsigten og tvivlen. Filmen er også et statement på en del af instruktørens produktion, idet der blandt andet er anvendt fraklip fra tidligere film.